# Dampierre (Aube)
Dampierre település Franciaországban, Aube megyében. Lakosainak száma 343 fő (2022. január 1.). Dampierre Balignicourt, Donnement, Isle-Aubigny, Jasseines, Lhuître, Vaucogne, Bréban és Saint-Ouen-Domprot községekkel határos.

## Népesség
A település népességének változása:
| Lakosok száma | 327  | 320  | 283  | 300  | 293  | 289  | 301  | 322  | 328  | 343  |
|               | 1968 | 1982 | 1990 | 2006 | 2013 | 2015 | 2017 | 2019 | 2020 | 2022 |